# Gbéko
Gbéko è un arrondissement del Benin situato nella città di Dangbo (dipartimento di Ouémé) con 11.817 abitanti (dato 2006).